# La Meauffe
 La Meauffe  es una población y comuna francesa, situada en la región de Baja Normandía, departamento de Mancha, en el distrito de Saint-Lô y cantón de Saint-Clair-sur-l'Elle.

## Demografía
| 699 | 723 | 851 | 1143 | 1141 | 1034 |
| Para los censos de 1962 a 1999 la población legal corresponde a la población sin duplicidades (Fuente: INSEE [Consultar]) |     |     |      |      |      |